# Bundeskunstsammlung
Die Bundeskunstsammlung ist eine Sammlung zeitgenössischer Kunst, die von der Regierung der Bundesrepublik Deutschland getragen und finanziert wird. Ihr offizieller Name lautet Sammlung zeitgenössischer Kunst der Bundesrepublik Deutschland.

## Geschichte und Ziel
Die Bundeskunstsammlung wurde 1971 auf Betreiben des damaligen Bundeskanzlers Willy Brandt nach einer Anregung des Vorsitzenden des Deutschen Künstlerbundes, Georg Meistermann, gegründet. Nachdem die Sammlung zunächst unter der Obhut des Innenministers stand, wird sie heute vom Beauftragten der Bundesregierung für Kultur und Medien verwaltet. Ihr Ziel ist die Dokumentation des künstlerischen Schaffens und der Entwicklung der zeitgenössischen Kunst in der Bundesrepublik Deutschland. 

## Umfang
Die Sammlung hat kein eigenes Ausstellungsgebäude. Werke der heute (2010) über 1400 Objekte umfassenden Sammlung können durch öffentliche Institutionen wie das Bundeskanzleramt, Bundesministerien, deutsche Botschaften, aber auch durch zahlreiche Museen in Deutschland ausgeliehen werden. Teile der Sammlung werden in Ausstellungen vorgestellt, etwa in der Kunst- und Ausstellungshalle der Bundesrepublik Deutschland. Der Bundestag hat eine eigene Sammlung moderner Kunst, ebenso kaufen die Bundesländer Werke von lebenden Künstlern auf.
Über die Ankäufe für die Bundeskunstsammlung entscheidet eine unabhängige Kommission aus Fachleuten. Die ehrenamtlich tätigen Mitglieder werden alle fünf Jahre vom Beauftragten der Bundesregierung für Kultur und Medien neu berufen. Zum Ankauf treffen sich die Mitglieder auf den drei international wichtigen Kunstmessen Art Basel, Art Cologne (Köln) und Berlin. Dabei stehen ihnen zurzeit (2015) rund 400.000 Euro zur Verfügung.
Die Sammlung umfasst Gemälde, aber auch Werke aus den Bereichen Grafik, Fotografie und Installation. Vertreten sind Künstler wie Isa Genzken, Johanna Diehl, Thomas Struth, Ólafur Elíasson, Markus Oehlen, Martin Kippenberger, Andy Hope 1930 (Andreas Hofer), Jonathan Monk und Barbara Heinisch. Bedingt durch den geringen Etat sind kommerziell sehr erfolgreiche Künstler wie Georg Baselitz, Markus Lüpertz, A. R. Penck und Gerhard Richter nur mit Arbeiten auf Papier vertreten, Anselm Kiefer gar nicht.